# Ousmane Sow
Ousmane Sow (* 10. Oktober 1935 in Dakar; † 1. Dezember 2016 ebenda) war ein senegalesischer Bildhauer.

## Leben und Werk
Ousmane Sow, der schon in der Primarschule Interesse an der Gestaltung von Figuren zeigte, verließ 1957 bis 1965 seine Heimatstadt Dakar, um in Frankreich zu studieren, und erlangte Diplome als Krankenpfleger und Physiotherapeut. Von 1968 bis 1984 lebte er wieder in Frankreich und kehrte anschließend nach Dakar zurück, um eine physiotherapeutische Praxis zu eröffnen.
Ousmane Sow sah Fotos von Leni Riefenstahl, die 1975 einige Monate bei den Nuba, die damals noch unbeeinflusst von Fortschritt und Zivilisation waren, im Südsudan fotografiert und gelebt hatte. Beeindruckt von den Fotos dieser Menschen beendete er mit 50 Jahren seine Karriere als Physiotherapeut, verwendete seine anatomischen Kenntnisse und machte die Bildhauerei zu seinem Beruf. Seine anatomisch detaillierten, oft in Bewegung festgehaltenen Skulpturen brachte er ohne Modelle hervor. Als Autodidakt entwickelte Sow neue Techniken. Seine meist lebensgroßen oder überlebensgroßen Skulpturen modellierte er über einem Draht- oder Metallgerüst aus Mischungen von Lehm, anderen Stoffen und Pigmenten.
Zwischen 1984 und 1987 schuf er Die Nuba, eine Figurengruppe von muskulösen, virilen, überlebensgroßen Nuba-Ringern. 1989 folgten die Serien Die Massai, 1991 Die Zulus und 1993 Die Peulh. 1992 wurden Werke von Ousmane Sow auf der documenta IX, 1995 auf der Biennale in Venedig und 1999 auf dem Pont des Arts in Paris ausgestellt. 1998 entstand die Serie Die Schlacht am Little Bighorn, aus der 2003 mehrere Werke auf der Ausstellung The American effect im Whitney Museum of American Art zu sehen waren.

Hirtennomaden: Figuren aus dem Raum der Fulbe (Peulh), Maison Ousmane Sow, Dakar

Nachdem er zunächst die kleinen Skulpturen aus der Frühzeit seiner Arbeit zerstört hatte und 1987 bei seiner ersten Ausstellung in Dakar sofort mit reifen Werken auftrat, formte er später wieder kleinere Skulpturen wie die Serie Die kleinen Nuba, die sich besser verkaufen ließen. Außerdem erstellte er eine Serie überlebensgroßer Figuren der Menschen, die er am meisten respektierte, mit dem Titel Merci. Sie umfasst seinen Vater Moctar Sow, Victor Hugo, Nelson Mandela, General de Gaulle, Toussaint Louverture und einen Mann mit Kind. Unvollendet blieben die Statuen von Mohammad Ali, Martin Luther King und Gandhi. Seine Figurengruppe L’homme libre (Mann, Frau und Kind) war als Entwurf für das Denkmal der afrikanischen Wiedergeburt in Dakar geplant; dieses wurde jedoch von einem nordkoreanischen Bildhauer entworfen, dessen Figuren jede Ähnlichkeit mit afrikanischen Menschen vermissen lassen. Seit etwa 2013 experimentierte Sow mit der Technik des Bronzegusses. Aus Gips-Schamotte-Negativen einiger Skulpturen fertigte er bis zu 12 Bronzegüsse an. Fünf dieser Figuren stehen in Frankreich, eine befindet sich in Genf, eine in Rabat, und eine Bronzestatue von Toussaint Louverture wurde von der Smithsonian Institution in Washington, D.C. erworben.

## Ehrungen und Nachlass
2008 erhielt Sow den Prinz-Claus-Preis. 2013 wurde er als erster Afrikaner Mitglied der Académie des Beaux-Arts.
Sein Werk wird seit 2018 in der Maison Ousmane Sow in Dakar ausgestellt, das an der Stelle seines Wohnhauses errichtet wurde. Die dort ebenfalls ausgestellten unvollendeten Arbeiten verdeutlichen seine Arbeitsweise.